# Cot Rabo Baroh
Cot Rabo Baroh is een bestuurslaag in het regentschap Bireuen van de provincie Atjeh, Indonesië. Cot Rabo Baroh telt 622 inwoners (volkstelling 2010).